# Asticta caliginosa
Asticta caliginosa là một loài bướm đêm trong họ Erebidae.